# 特納 (昆迪納馬卡省)
特納是哥倫比亞的城鎮，位於該國中部，由昆迪納馬卡省負責管轄，距離首府波哥大66公里，始建於1607年，面積55平方公里，海拔高度1,552米，2005年人口7,469。